# NMUR1
NMUR1 (англ. Neuromedin U receptor 1) – білок, який кодується однойменним геном, розташованим у людей на короткому плечі 2-ї хромосоми.  Довжина поліпептидного ланцюга білка становить 426 амінокислот, а молекулярна маса — 47 351.
| 10         |  | 20         |  | 30         |  | 40         |  | 50         |
| ---------- |  | ---------- |  | ---------- |  | ---------- |  | ---------- |
| MTPLCLNCSV |  | LPGDLYPGGA |  | RNPMACNGSA |  | ARGHFDPEDL |  | NLTDEALRLK |
| YLGPQQTELF |  | MPICATYLLI |  | FVVGAVGNGL |  | TCLVILRHKA |  | MRTPTNYYLF |
| SLAVSDLLVL |  | LVGLPLELYE |  | MWHNYPFLLG |  | VGGCYFRTLL |  | FEMVCLASVL |
| NVTALSVERY |  | VAVVHPLQAR |  | SMVTRAHVRR |  | VLGAVWGLAM |  | LCSLPNTSLH |
| GIRQLHVPCR |  | GPVPDSAVCM |  | LVRPRALYNM |  | VVQTTALLFF |  | CLPMAIMSVL |
| YLLIGLRLRR |  | ERLLLMQEAK |  | GRGSAAARSR |  | YTCRLQQHDR |  | GRRQVTKMLF |
| VLVVVFGICW |  | APFHADRVMW |  | SVVSQWTDGL |  | HLAFQHVHVI |  | SGIFFYLGSA |
| ANPVLYSLMS |  | SRFRETFQEA |  | LCLGACCHRL |  | RPRHSSHSLS |  | RMTTGSTLCD |
| VGSLGSWVHP |  | LAGNDGPEAQ |  | QETDPS     |  |            |  |            |

A: Аланін

C: Цистеїн

D: Аспарагінова кислота

E: Глутамінова кислота

F: Фенілаланін

G: Гліцин

H: Гістидин

I: Ізолейцин

K: Лізин

L: Лейцин

M: Метіонін

N: Аспарагін

P: Пролін

Q: Глутамін

R: Аргінін

S: Серин

T: Треонін

V: Валін

W: Триптофан

Кодований геном білок за функціями належить до рецепторів, g-білокспряжених рецепторів, білків внутрішньоклітинного сигналінгу. 
Локалізований у клітинній мембрані, мембрані.